# Bantarbarang
Bantarbarang is een bestuurslaag in het regentschap Purbalingga van de provincie Midden-Java, Indonesië. Bantarbarang telt 7246 inwoners (volkstelling 2010).